# Colorado Rockies (honkbal)

Cap Logo

Colorado Rockies is een Amerikaanse honkbalclub uit Denver, Colorado (niet te verwarren met de ijshockeyclub Colorado Rockies). De club werd opgericht in 1993.
De Rockies spelen hun wedstrijden in de Major League Baseball. De club komt uit in de Western Division van de National League. Het stadion van de Colorado Rockies heet Coors Field.
In 2007 werden de Colorado Rockies onverwacht kampioen van de National League en bereikten ze voor het eerst de World Series. Daarin verloren ze van de Boston Red Sox.

## Erelijst
- Runners-up World Series (1×): 2007
- Winnaar National League (1×): 2007
- Winnaar National League Wild Card (van 1994 t/m heden) (4×): 1995, 2007, 2009, 2018
- National League Wild Card Game (van 2012 t/m 2019 en 2021) (2×): 2017, 2018